# Dème de Klítor
Le dème de Klítor, en grec moderne : Δήμος Κλείτορος / Dímos Klítoros, est un ancien dème du  district régional d’Arcadie, en Grèce. Depuis 2010, il est fusionné au sein du dème de Gortynie.
Son nom vient de la cité antique de Cleitor.
Selon le recensement de 2011, la population du dème compte 2 360 habitants.